# 애플잭

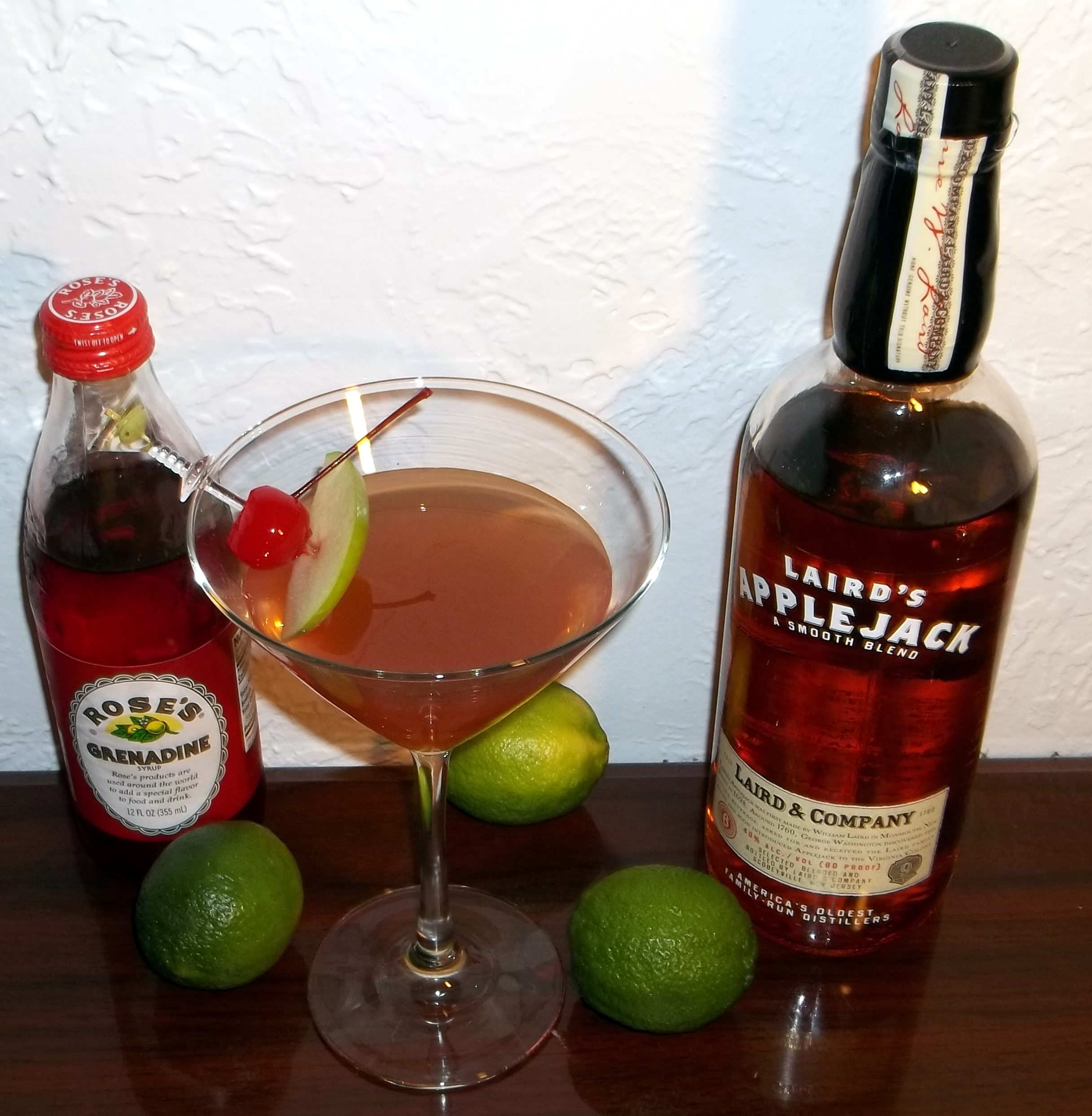
블렌드 사과 브랜디 한 병과 애플잭으로 만든 칵테일 잭 로즈

애플잭(Applejack)은 사과로 만든 강한 알코올 음료이다. 미국 식민지 시대에 인기를 끌었던 이 음료는 19세기와 20세기에 다른 주류와의 경쟁으로 인해 그 보급률이 감소했다.
애플잭은 잭 로즈를 포함한 여러 칵테일에 사용된다. 과일 브랜디의 일종이다.

## 역사
애플 브랜디는 몬머스 카운티에 정착한 스코틀랜드계 미국인 윌리엄 레어드(William Laird)에 의해 1698년 식민지 뉴저지에서 처음 생산되었다. 이 음료는 한때 저지 라이트닝(Jersey Lightning)으로 알려졌다. 대륙군에서 복무한 레어드의 증손자 로버트 레어드(Robert Laird)는 이전에 선술집을 운영한 후 1780년에 레어드 증류소(Laird's Distillery)를 설립했다. 미국에서 가장 오래된 허가를 받은 애플잭 증류소인 뉴저지주 스코비빌의 레어드 앤드 컴퍼니는 2000년대까지 미국에서 유일하게 남아있는 애플잭 생산업체였으며 계속해서 애플잭 생산을 주도하고 있다.
한때 미국 초기에 인기를 끌었던 애플잭은 19세기 럼과 위스키(특히 버번), 20세기 진, 보드카, 데킬라 등 상업적으로 제조하기 쉬운 다른 주류의 등장으로 인기가 쇠퇴했다. 1920년 금주법 시대가 시작되면서 레어드(Laird's)는 주류 생산을 중단하고 사과 주스 생산을 시작했다. 1931년 존 에반스 레어드(John Evans Laird)는 "약용 목적"으로 사과 브랜디를 생산할 수 있는 허가를 받았으며 1933년 금지령이 폐지될 때까지 해당 제품을 비축했다.
애플잭은 미국의 네 명의 대통령과 연관되어 있다. 미국 혁명 이후 조지 워싱턴은 로버트 레어드에게 그의 가족의 애플잭 요리법을 요청했다. 에이브러햄 링컨은 일리노이 주 스프링필드에서 선술집 주인으로 잠시 동안 일했다. 프랭클린 D. 루스벨트는 그가 정기적으로 소비하는 맨해튼에 애플잭을 포함시켰다. 그리고 린든 B. 존슨은 1967년 글래스버러 서밋 콘퍼런스(Glassboro Summit Conference)에서 소련 지도자 알렉세이 코시긴에게 애플잭 케이스를 전달했다.
2010년대에는 뉴햄프셔, 펜실베이니아의 리하이 밸리, 뉴욕의 허드슨 밸리, 홀랜드 (미시간주) 등 여러 소규모 수제 증류소에서 애플잭을 생산하기 시작했으며 가장 유명한 곳은 토론토의 니켈 9 증류소(Nickel 9 Distillery)이다.

## 같이 보기
- 사과주